# Тагуануваті
Тагуануваті, або петауруваті (Petauroidea) — надродина ссавців з когорти сумчасті (Marsupialia), підряду кускусовиді (Phalangeriformes).

## Систематика
Надродина Тагуануваті (Petauroidea)
- Родина Акробатцеві (Acrobatidae) (2 роди)
- Родина Тагуанові (Petauridae) (3 роди)
- Родина Посумові (Pseudocheiridae) (10 роди)
- Родина Нектарокускусові (Tarsipedidae) (1 рід)